# Milchkanne (Einheit)
Die Milchkanne war ein Volumenmaß in Hamburg. In der Maß- und Gewichtsordnung vom 17. August 1868 für den Norddeutschen Bund wurde die Umrechnung der Hamburger Maße in die Metrischen festgelegt:
- 1 Milchkanne = 1,9748 Liter
  - 1 Liter = 0,50638 Milchkanne